# Trung tướng Việt Nam Cộng hòa
Cấp bậc Trung tướng Việt Nam Cộng hòa được đặt ra vào năm 1955 ngay sau khi chính thể Việt Nam Cộng hòa được thành lập trên cơ sở chuyển đổi cấp bậc Trung tướng của Quân đội Quốc gia Việt Nam.
Trong lịch sử 25 năm tồn tại của Quân đội Quốc gia Việt Nam (1950-1955), sau này là Quân đội Việt Nam Cộng hòa (1955-1965) và Quân lực Việt Nam Cộng hòa (1965-1975), đã có 49 vị có cấp bậc cuối cùng là Trung tướng và Phó đô đốc. Quân nhân đầu tiên được thụ phong cấp này là Lê Văn Tỵ (về sau được thăng Thống tướng), Tổng tham mưu trưởng Quân đội Việt Nam Cộng hòa. Người nổi tiếng nhất là Trung tướng Nguyễn Văn Thiệu, sau này làm Tổng thống Việt Nam Cộng hòa.
- Quân hàm trung tướng của các quân chủng.

Lục quân
Hải quân
Thủy quân Lục chiến
Không quân

## Danh sách
| Stt | Họ và tên                                                         | Thời gian sống | Năm thụ phong | Chức vụ sau cùng                                                     | Chú thích |
| --- | ----------------------------------------------------------------- | -------------- | ------------- | -------------------------------------------------------------------- | --- |
| 1   | Nguyễn Văn Hinh (A) Võ bị Không quân Pháp K2                      | 1915-2004      | 1953          | Tổng Tham mưu trưởng Quân đội Quốc gia (1952-1954)                   | Do Quốc trưởng Bảo Đại (Tổng Chỉ huy Quân đội Quốc gia) phong cấp -Ngày 7/3/1952 thăng cấp Thiếu tướng Tổng Tham mưu trưởng Quân đội Quốc gia |
| 2   | Trần Văn Soái (Năm Lửa) (A) Nội ứng Nghĩa Đinh Cái Vồn            | 1889-1961      | 1954          | Tổng Tư lệnh Quân đội Hòa Hảo                                        | Nguyên Trung tướng Hòa Hảo, năm 1954 được Thủ tướng Diệm đồng hóa sang quân hàm Quân đội Quốc gia -Năm 1948 được Quân đội Pháp phong cấp Thiếu tướng |
| 3   | Trình Minh Thế (A)(B) Nội ứng Nghĩa Đinh Cái Vồn                  | 1922-1955      | 1955          | Tư lệnh Quân đội Cao Đài Liên minh Quốc gia                          | Tử trận, được Thủ tướng Ngô Đình Diệm, Tổng Tư lệnh Quân đội Việt Nam Cộng hòa truy thăng cấp bậc Trung tướng -Ngày 8/6/1951 thăng cấp Thiếu tướng Tham mưu trưởng Quân đội Cao Đài. Đầu năm 1955, được đồng hóa cấp Thiếu tướng Quân đội Quốc gia |
| 4   | Nguyễn Thành Phương (A) Giáo phái Cao Đài                         | 1912-?         | 1955          | Quốc vụ khanh, Ủy viên Quốc phòng                                    | Nguyên Trung tướng Quân đội Cao Đài -Tháng 9/1954 được đồng hóa cấp Thiếu tướng Quân đội Quốc gia do Thủ tướng Diệm ký quyết định phong cấp |
| 5   | Lâm Thành Nguyên (A)(C) Nội ứng Nghĩa Đinh Cái Vồn                | 1904-1977      | 1955          | Tư lệnh Lực lượng Hòa Hảo Dân xã                                     | Nguyên Thiếu tướng Quân đội Hòa Hảo -Giữa tháng 4/1954 về hợp tác với Chính phủ Quốc gia được đồng hóa cấp bậc Thiếu tướng Quân đội Quốc gia |
| 6   | Thái Quang Hoàng (D) Võ bị Tông Sơn Tây                           | 1918-1993      | 1956          | Tư lệnh Biệt khu Thủ đô                                              | Giải ngũ năm 1965 -Tháng 6/1956 thăng cấp Thiếu tướng Tư lệnh Đệ Tứ Quân khu |
| 7   | Nguyễn Ngọc Lễ (D) Trường Hạ sĩ quan Pháp                         | 1918-1972      | 1956          | Chánh thẩm Tòa án Quân sự Mặt trận Sài Gòn                           | Giải ngũ năm 1965 -Tháng 5/1955 thăng cấp Thiếu tướng Tổng Giám đốc Cảnh sát Công an |
| 8   | Trần Văn Đôn Võ bị Tông Sơn Tây                                   | 1917-1998      | 1957          | Phó Tổng Tư lệnh Quân lực (Phó Tổng Tham mưu trưởng)                 | Giải ngũ năm 1965 -Ngày 30/4/1955 thăng cấp Thiếu tướng Tham mưu trưởng Liên quân |
| 9   | Trần Văn Minh (D) Võ bị Tông Sơn Tây                              | 1923-2009      | 1957          | Tổng Tư lệnh Quân lực (Tổng Tham mưu trưởng)                         | Giải ngũ năm 1974 (sau 7 năm làm Đại sứ) -Ngày 30/4/1955: thăng cấp Thiếu tướng Tư lệnh Đệ Nhất Quân khu |
| 10  | Phạm Xuân Chiểu (D) Võ bị Lục quân Yên Bái                        | 1920-2018      | 1957          | Đại sứ Việt Nam Cộng hòa tại Nam Hàn                                 | Giải ngũ năm 1965 -Ngày 27/2/1957 thăng cấp Thiếu tướng Tham mưu trưởng Liên quân |
| 11  | Tôn Thất Đính Trường sĩ quan Việt Nam (Võ bị Quốc gia tại Huế K1) | 1926-2013      | 1963          | Tư lệnh Quân đoàn I Vùng 1 Chiến thuật                               | Giải ngũ năm 1966 -Đầu tháng 8/1958, thăng cấp Thiếu tướng Tư lệnh Quân đoàn II, Vùng 2 chiến thuật |
| 12  | Lê Văn Kim (C)(D) Trường Pháo binh Poitiers Pháp                  | 1918-1987      | 1963          | Phụ tá Tổng Tư lệnh Quân lực Việt Nam Cộng hòa                       | Giải ngũ năm 1965 -Ngày 10/12/1956, thăng cấp Thiếu tướng Chỉ huy trưởng Trường Đại học Quân sự |
| 13  | Lê Văn Nghiêm Võ bị Pháp Khóa Đặc biệt                            | 1912-1988      | 1963          | Giám đốc Nha Động viên Bộ Quốc phòng                                 | Giải ngũ năm 1965 -Ngày 6/11/1955, thăng cấp Thiếu tướng Chỉ huy trưởng Liên trường Võ khoa Thủ Đức |
| 14  | Mai Hữu Xuân (D) Trường Liêm phóng Pháp (Sĩ quan Trưng dụng)      | 1919-?         | 1963          | Phụ tá Phó Tổng Tư lệnh Quân lực Đặc trách Chiến tranh Chính trị     | Giải ngũ năm 1965 -Năm 1955, thăng cấp Thiếu tướng Chỉ huy trưởng Khu chiến miền Đông |
| 15  | Dương Văn Đức (C)(D) Võ bị Liên quân Viễn Đông Đà Lạt             | 1925-2000      | 1964          | Tư lệnh Quân đoàn IV Vùng 4 Chiến thuật                              | Giải ngũ năm 1964 -Đầu năm 1956, thăng cấp Thiếu tướng và được bổ nhiệm làm Đại sứ Việt Nam Cộng hòa tại Hàn Quốc |
| 16  | Trần Ngọc Tám (D) Võ bị Liên quân Viễn Đông Đà Lạt                | 1926-2011      | 1964          | Tư lệnh Địa Phương quân Đại sứ tại Thái Lan.                         | Giải ngũ năm 1974 -Ngày 27/2/1958, thăng cấp Thiếu tướng Tư lệnh Quân đoàn II |
| 17  | Nguyễn Hữu Có (C)(D) Võ bị Quốc gia Huế K1                        | 1925-2012      | 1965          | Phụ tá Tổng trưởng Quốc phòng Cố vấn Tổng Tham mưu trưởng            | Giải ngũ năm 1967. Ngày 28/4/1975 tái ngũ -Ngày 2/11/1963, thăng cấp Thiếu tướng Tư lệnh Quân đoàn IV, Vùng 4 chiến thuật |
| 18  | Đặng Văn Quang (D) Võ bị Quốc gia Huế K1                          | 1929-2011      | 1965          | Cố vấn An Ninh Quốc gia                                              | -Ngày 11/8/1964, thăng cấp Chuẩn tướng Tư lệnh Sư đoàn 21 bộ binh -Tháng 12/1964, thăng cấp Thiếu tướng tại nhiệm |
| 19  | Nguyễn Chánh Thi Võ bị Địa phương Cap St Jacques                  | 1923-2007      | 1965          | Tư lệnh Quân đoàn I Vùng 1 Chiến thuật                               | Giải ngũ năm 1966, xuất cảnh qua hoa Kỳ chữa bệnh (thực chất là bị buộc phải lưu vong) -Ngày 14/5/1964, thăng cấp Chuẩn tướng Tư lệnh Sư đoàn 1 bộ binh -Ngày 21/10/1964, thăng cấp Thiếu tướng tại nhiệm |
| 20  | Nguyễn Văn Thiệu (D) Võ bị Quốc gia Huế K1                        | 1923-2001      | 1965          | Tổng thống Việt Nam Cộng hòa Tổng Tư lệnh Quân lực Việt Nam Cộng hòa | -Ngày 2/11/1963, thăng cấp Thiếu tướng Ủy viên Hội đồng Quân nhân Cách mạng kiêm Tư lệnh Sư đoàn 5 bộ binh |
| 21  | Lê Nguyên Khang Võ khoa Nam Định                                  | 1931-1996      | 1966          | Phụ tá Tổng Tham mưu trưởng Quân lực Việt Nam Cộng hòa               | -Ngày 11/8/1964, thăng cấp Chuẩn tướng đương nhiệm tư lệnh Lữ đoàn Thủy quân lục chiến -Ngày 21/10/1964, thăng cấp Thiếu tướng tại nhiệm |
| 22  | Vĩnh Lộc (D) Võ bị Lục quân Pháp                                  | 1923-2009      | 1966          | Tổng Tham mưu trưởng Quân lực Việt Nam Cộng hòa                      | -Ngày 11/8/1964 thăng cấp Chuẩn tướng đương nhiệm Tư lệnh Sư đoàn 9 bộ binh -Ngày 20/6/1965, thăng cấp Thiếu tướng Tư lệnh Quân đoàn II, Vùng 2 chiến thuật |
| 23  | Hoàng Xuân Lãm Võ bị Đà Lạt K3                                    | 1928-2017      | 1967          | Phụ tá Tổng trưởng Quốc phòng                                        | -Ngày 11/8/1964, thăng cấp Chuẩn tướng đương nhiệm sư đoàn 23 bộ binh -Ngày 1/11/1965, thăng cấp Thiếu tướng đương nhiệm Sư đoàn 2 bộ binh |
| 24  | Nguyễn Bảo Trị (D) Võ khoa Nam Định                               | 1929-2024      | 1967          | Tổng cục trưởng Tổng cục Quân huấn                                   | -Ngày 31/10/1964, thăng cấp Chuẩn tướng đương nhiệm Tư lệnh Sư đoàn 7 bộ binh -Ngày 1/10/1965, thăng cấp Thiếu tướng tại nhiệm |
| 25  | Linh Quang Viên (D) Võ bị Tông Sơn Tây                            | 1918-2013      | 1967          | Thanh tra Quân đoàn III, IV Đại sứ VNCH tại Tunisia                  | Giải ngũ năm 1973 -Ngày 2/11/1963, thăng cấp Thiếu tướng Tổng tham mưu phó Đặc trách Tiếp vận |
| 26  | Nguyễn Văn Vỹ (C) Võ bị Tông Sơn Tây                              | 1916-1981      | 1967          | Tổng trưởng Quốc phòng                                               | Giải ngũ năm 1973 -Ngày 1/7/1954, thăng cấp Thiếu tướng tái nhiệm Tham mưu trưởng Võ phòng Quốc trưởng Bảo Đại |
| 27  | Nguyễn Văn Là Võ bị Tông Sơn Tây                                  | 1918-1990      | 1968          | Tổng Tham mưu phó Đặc trách Bình Định, Phát triển                    | Giải ngũ năm 1974 -Ngày 27/2/1958, thăng cấp Thiếu tướng Tổng Giám đốc Cảnh sát Công an |
| 28  | Nguyễn Đức Thắng (D) Võ khoa Nam Định                             | 1930-2020      | 1968          | Phụ tá Kế hoạch Tổng Tham mưu trưởng                                 | Giải ngũ năm 1973 -Ngày 11/8/1964, thăng cấp Chuẩn tướng đương nhiệm Trưởng phòng 3 Bộ Tổng tham mưu -Ngày 1/11/1965, thăng cấp Thiếu tướng đương nhiệm Ủy viên Xây dựng Nông thôn |
| 29  | Lữ Lan (D) Võ bị Đà Lạt K3                                        | 1927-2021      | 1969          | Chỉ huy trưởng Trường Cao đẳng Quốc phòng                            | -Ngày 20/10/1964, thăng cấp Chuẩn tướng đương nhiệm Tư lệnh Sư đoàn 23 bộ binh -Ngày 1/11/1965, thăng cấp Thiếu tướng đương nhiệm Tư lệnh Sư đoàn 10 bộ binh (sau cải danh thành Sư đoàn 18) |
| 30  | Ngô Dzu (D) Võ bị Quốc gia Huế K2                                 | 1926-2006      | 1970          | Trưởng đoàn Quân sự Ban Liên hợp 4 bên                               | Giải ngũ năm 1974 -Ngày 29/5/1964, thăng cấp Chuẩn tướng đương nhiệm Sư đoàn 2 bộ binh -Ngày 11/8/1964, thăng cấp Thiếu tướng |
| 31  | Dư Quốc Đống Võ bị Đà Lạt K5                                      | 1932-2008      | 1970          | Phụ tá Tổng Tham mưu trưởng                                          | -Ngày 1/11/1964, thăng cấp Chuẩn tướng đương nhiệm Tư lệnh Lữ đoàn Dù -Ngày 19/6/1968, thăng cấp Thiếu tướng tại nhiệm |
| 32  | Nguyễn Văn Mạnh (D) Võ bị Quốc gia Huế K2                         | 1921-1994      | 1970          | Tổng Tham mưu phó Đặc trách An ninh, Phát triển                      | -Ngày 1/11/1965, thăng cấp Chuẩn tướng đương nhiệm Tư lệnh Sư đoàn 23 bộ binh -Ngày 4/2/1967, thăng cấp Thiếu tướng Tư lệnh quân đoàn IV, Vùng 4 chiến thuật |
| 33  | Trần Văn Minh Võ khoa Thủ Đức K1                                  | 1932-1997      | 1970          | Tư lệnh Không quân                                                   | -Ngày 1/12/1967, thăng cấp Chuẩn tướng đương nhiệm Tư lệnh Không quân -Ngày 19/6/1968 thăng cấp Thiếu tướng tại nhiệm |
| 34  | Nguyễn Viết Thanh (B) Võ bị Đà Lạt K4                             | 1931-1970      | 1970          | Tư lệnh Quân đoàn IV Vùng 4 Chiến thuật                              | Ngày 2/2/1970, tử nạn trực thăng khi đang thị sát mặt trận liên tỉnh Kiến Tường-Kiến Phong, được truy thăng cấp bậc Trung tướng -Ngày 19/6/1966, thăng cấp Chuẩn tướng đương nhiệm Sư đoàn 7 bộ binh -Ngày 19/6/1968, thăng cấp Thiếu tướng Tư lệnh Quân đoàn IV, Vùng 4 chiến thuật |
| 35  | Ngô Quang Trưởng Võ khoa Thủ Đức K4                               | 1929-2007      | 1971          | Tư lệnh Quân đoàn I Quân khu 1 Phụ tá Hành quân Tổng tham mưu trưởng | -Ngày 4/2/1967, thăng cấp Chuẩn tướng đương nhiệm Tư lệnh Sư đoàn 1 bộ binh -Ngày 3/6/1968, thăng cấp Thiếu tướng tại nhiệm |
| 36  | Chung Tấn Cang (E)(F) Trường Sĩ quan Hải quân Nha Trang K1        | 1926-2007      | 1971          | Tư lệnh Hải quân                                                     | -Ngày 8/4/1964, thăng cấp Chuẩn tướng (Phó Đề đốc) đương nhiệm Tư lệnh Hải quân -Ngày 21/10/1964, thăng cấp Thiếu tướng (Đề đốc) tại nhiệm |
| 37  | Phan Trọng Chinh Võ bị Đà Lạt K5                                  | 1931-2014      | 1971          | Chỉ huy trưởng Trường Chỉ huy & Tham mưu                             | -Năm 1966, thăng cấp Chuẩn tướng đương nhiệm Tư lệnh Sư đoàn 25 bộ binh -Ngày 10/1/1968, thăng cấp Thiếu tướng Tư lệnh phó Quân đoàn III, Vùng 3 chiến thuật |
| 38  | Cao Hảo Hớn (D) Võ bị Liên quân Viễn Đông Đà Lạt                  | 1926-2010      | 1971          | Cố vấn Quân sự Tổng thống Phụ tá Tổng trưởng Quốc phòng              | -Ngày 29/5/1964, thăng cấp Chuẩn tướng đương nhiệm Tư lệnh Sư đoàn 21 bộ binh -Ngày 19/6/1968, thăng cấp Thiếu tướng đương nhiệm Tư lệnh phó Địa phương quân & Nghĩa quân |
| 39  | Lâm Quang Thi (D) Võ bị Đà Lạt K3                                 | 1932-2021      | 1971          | Tư lệnh Bộ Tư lệnh Tiền phương Quân đoàn I                           | -Tháng 2/1966, thăng cấp Chuẩn tướng đương nhiệm Tư lệnh Sư đoàn 9 bộ binh -Ngày 19/6/1968, thăng cấp Thiếu tướng tại nhiệm |
| 40  | Nguyễn Xuân Thịnh (D) Võ bị Đà Lạt K3                             | 1929-1998      | 1971          | Tư lệnh Binh chủng Pháo binh                                         | -Ngày/11/1964, thăng cấp Chuẩn tướng đương nhiệm Tư lệnh Sư đoàn 9 bộ binh -Ngày 10/1/1968, thăng cấp Thiếu tướng đương nhiệm Tư lệnh phó lãnh thổ Quân đoàn III, Quân khu 3 |
| 41  | Phạm Quốc Thuần (D) Võ bị Đà Lạt K5                               | 1926-2023      | 1971          | Chỉ huy trưởng Trường Hạ sĩ quan Đồng Đế, Nha Trang                  | -Năm 1966, thăng cấp Chuẩn tướng đương nhiệm Tư lệnh Sư đoàn 5 bộ binh -Ngày 19/6/1968, thăng cấp Thiếu tướng tại nhiệm |
| 42  | Trần Văn Trung Võ bị Quốc gia Huế K1                              | 1926           | 1971          | Tổng cục trưởng Chiến tranh Chính trị                                | -Ngày 1/11/1965, thăng cấp Chuẩn tướng đương nhiệm Chỉ huy trưởng Trường Bộ binh Thủ Đức -Ngày 19/6/1968, thăng cấp Thiếu tướng đương nhiệm Tổng cục trưởng Chiến tranh Chính trị |
| 43  | Đồng Văn Khuyên Võ khoa Thủ Đức K1                                | 1927-2015      | 1972          | Tham mưu trưởng Bộ Tổng tham mưu Tổng cục trưởng Tiếp vận            | -Ngày 19/6/1968, thăng cấp Chuẩn tướng đương nhiệm Tổng cục trưởng Tiếp vận -Ngày 19/6/1970, thăng cấp Thiếu tướng tại nhiệm |
| 44  | Nguyễn Văn Minh Võ bị Đà Lạt K4                                   | 1926-2006      | 1972          | Tư lệnh Biệt khu Thủ đô Tổng trấn Sài Gòn-Chợ Lớn                    | -Ngày 1/11/1965, thăng cấp Chuẩn tướng đương nhiệm Sư đoàn 21 bộ binh -Ngày 4/6/1968 thăng cấp Thiếu tướng Tư lệnh Biệt khu Thủ đô |
| 45  | Trần Thanh Phong (B)(D) Võ bị Quốc gia Huế K2                     | 1926-1972      | 1972          | Phụ tá Ủy ban Trung ương Đặc trách Thị tứ                            | Ngày 1/12/1972 bị tử nạn khi bay làm nhiệm vụ. Do thời tiết xấu nên chiếc Caribou C.7A bị đâm nhào xuống đất tại vị trí cách Tuy Hoà khoảng 2 cây số. Được truy thăng cấp bậc Trung tướng -Ngày 20/10/1964, thăng cấp Chuẩn tướng đương nhiệm Tư lệnh Sư đoàn 5 bộ binh -Ngày 1/11/1966, thăng cấp Thiếu tướng đương nhiệm Trưởng phòng 3 Bộ Tổng tham mưu kiêm Giám đốc Trung tâm Hành quân |
| 46  | Nguyễn Vĩnh Nghi (C)(D) Võ bị Đà Lạt K5                           | 1932-?         | 1974          | Tư lệnh phó Quân đoàn III Tư lệnh Tiền phương                        | -Ngày 19/6/1968, thăng cấp Chuẩn tướng đương nhiệm Tư lệnh Sư đoàn 21 bộ binh -Ngày 19/6/1970, thăng cấp Thiếu tướng tại nhiệm |
| 47  | Nguyễn Văn Toàn Võ bị Đà Lạt K5                                   | 1932-2005      | 1974          | Tư lệnh Quân đoàn III Quân khu 3 Tư lệnh Binh chủng Thiết giáp       | -Ngày 19/6/1968, thăng cấp Chuẩn tướng đương nhiệm Tư lệnh Sư đoàn 2 bộ binh -Ngày 1/1/1970, thăng cấp Thiếu tướng tại nhiệm |
| 48  | Nguyễn Văn Hiếu (B)(D) Võ bị Đà Lạt K3                            | 1929-1975      | 1975          | Tư lệnh phó Quân đoàn III Quân khu 3                                 | Ngày 8/4/1975, bị tử nạn vì cướp cò súng lục. Ngày 10/4/1975 được truy thăng cấp bậc Trung tướng -Ngày 1/11/1967, thăng cấp Chuẩn tướng đương nhiệm Tư lệnh Sư đoàn 22 bộ binh -Đầu năm 1970, thăng cấp Thiếu tướng đương nhiệm Tư lệnh Sư đoàn 5 bộ binh |
| 49  | Lâm Văn Phát (C)(D)(G) Võ bị Liên quân Viễn Đông Đà Lạt           | 1920-1998      | 1975          | Tư lệnh Biệt khu Thủ đô                                              | Giải ngũ năm 1965. Ngày 28/4/1975 tái ngũ được thăng cấp Trung tướng -Ngày 2/11/1963, thăng cấp Thiếu tướng đương nhiệm Tư lệnh phó Quân đoàn III |

## Ghi thêm
Cấp Trung tướng Quân đội Pháp & Giáo phái Cao Đài:
- Nguyễn Văn Xuân (Quân đội Pháp, giữ chức vụ Thủ tướng Nam kỳ Tự trị và Phó Thủ tướng kiêm Bộ trưởng Quốc phòng Quốc gia Việt Nam từ năm 1947-1950)
- Trần Quang Vinh (Cao Đài)
- Nguyễn Văn Thành (Cao Đài)